# Jafar Almuxafi
Jafar Almuxafi (nome completo em árabe: جعفر بن عثمان المصحفي;
m. 983) foi um estadista andalusino do século X que foi hájibe do Califado de Córdova durante os reinados dos califas Aláqueme II e Hixame II.

## Primeiros anos
Era proveniente duma família de Valência de origem berbere e o seu pai foi preceptor de Aláqueme II, que fez dele seu protegido e o nomeou secretário pessoal muito antes de ter ascendido ao trono. Almuxafi toda a vida teve a confiança de Aláqueme, que tinha apreciava especialmente a sua integridade, e o tornou na figura mais importante da administração do califado, o que provocou muitas invejas. É referido como alguém muito culto e um excelente poeta,
Durante o reinado de Abderramão III (r. 929–961), antecessor e pai de Aláqueme II, foi governador de Maiorca. Durante o reinado de Aláqueme teve o controlo e a supervisão de diversas provincias.

## Hájibe

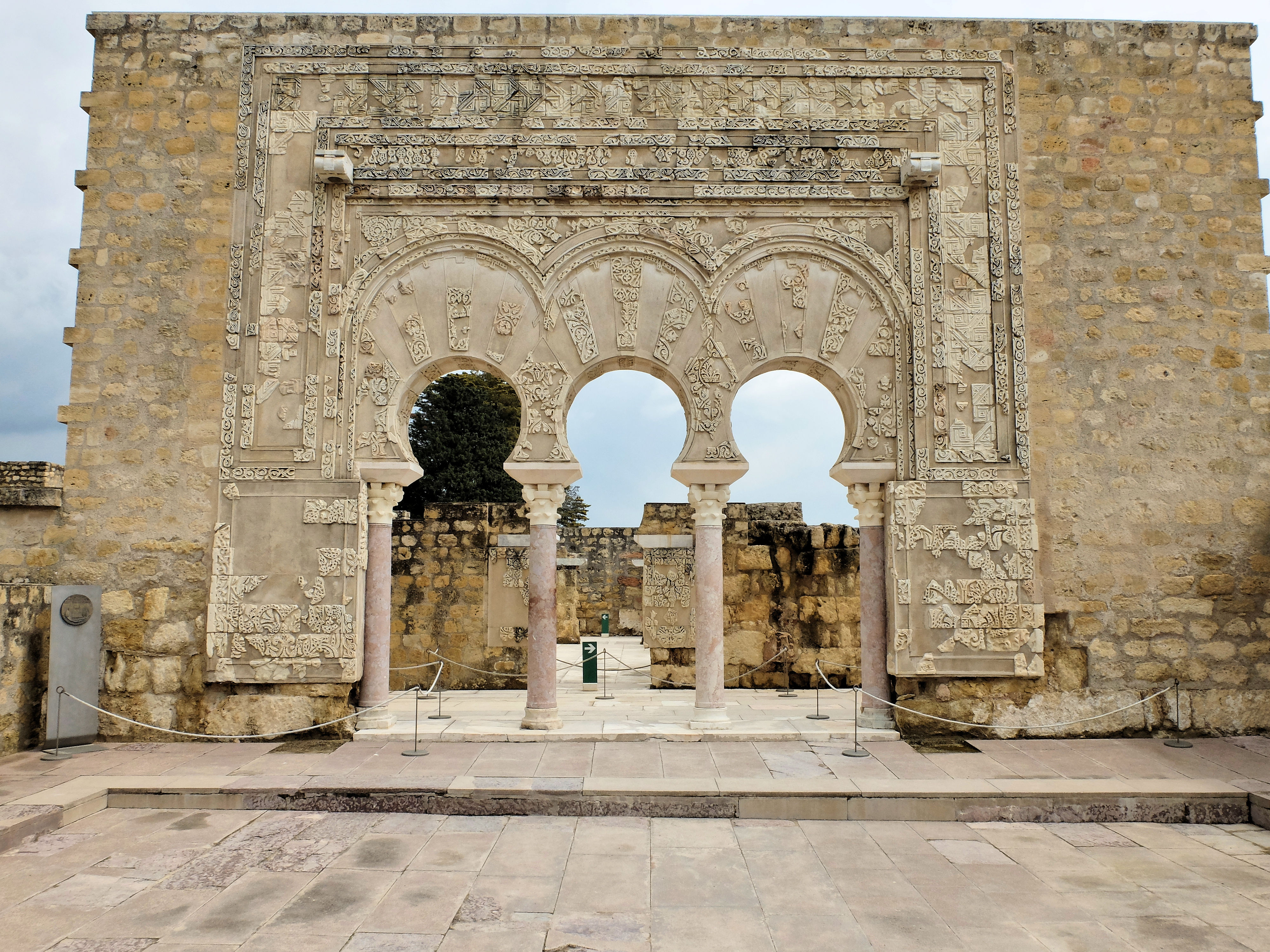
Ruínas da Medina Azara, a cidade palaciana onde funcionava a governo do Califado de Córdova e onde residia o califa, a família deste e os altos funcionários

Graças ao favor de Aláqueme II, quando este tinha sido recentemente nomeado califa, Almuxafi ascendeu a vizir e depois a chefe da polícia da capital, não obstante a que várias famílias árabes de verem com maus olhos o seu poder. Essas famílias estavam acostumadas a ocupar os cargos mais altos da administração e consideravam Almuxafi um arrivista nepotista, especialmente quando foi confirmado como hájibe pelo sucessor de Aláqueme, Hixame II.
Quando Aláqueme adoeceu, Almuxafi assumiu a direção do governo e o califa deu-lhe o comando da guarda berbere do herdeiro. Durante os seus últimos meses de vida, Aláqueme empenhou-se em dissipar qualquer ameaça ao seu filho, o que o levou a transladar alguns destacados berberes para o Magrebe, nomeando-os para gerir os assuntos na região, e a expulsar para o Oriente dos cativos idríssidas em Córdova. Na sequência da morte de Aláqueme, em outubro de 976, Almuxafi foi o principal apoiante de Hixame II contra os pretendentes aos trono da família omíada maiores de idade. Enfrentou com êxito a poderosa camarilha de saqalibas graças ao apoio militar da guarda berbere criada pelo califa defunto para o seu filho. Após a crise sucessória, foram expulsos do palácio 800 saqalibas, devido a dois dos seus representantes tinham apoiado Almuguira, um tio paterno de Hixame, como pretendente do trono. Almuxafi fingiu aceitar os desígnios dos conspiradores para depois reunir os partidários de Hixame. Conscientes que o afastamento deste a favor do tio significava o fim do poder que detinham, os partidários do sobrinho decidiram matar Almuguira, mas nenhum se atrevia fazê-lo, até que Almançor se voluntariou. Acomanhado de alguns soldados da sua confiança, Almançor foi a casa de Almuguira e informou-o da morte do irmão. Com Almuguira já amedrontado, Almançor perguntou a Almuxafi se haveria possibilidade de poupar a vida ao pretendente, tendo obtido uma resposta negativa, pelo que Almançor ordenou que Almuguira fosse morto. Almuxafi cumpriu assim a missão que lhe tinha sido confiada pelo califa defunto de assegurar o trono para o seu filho.
Almuxafi foi confirmado como hájibe (acompanhado de Almançor como vizir) quando Hixame se tornou califa, e colocou três dos seus filhos e outros parentes próximo em postos importantes da administração, o que desgradou às principais famílias árabes, que tinham ocupado esses postos até então. Almuxafi ficou com a posição de maior poder na administração do califado, ao mesmo tempo que Almançor, além de vizir, passou a ser o intermediário entre Almuxafi e a administração e o califa e a poderosa e influente mãe deste (Subh), que já há algum tempo tinha uma grande confiança no recém-nomeado vizir.
Pouco tempo depois, Almuxafi cometeu um grave erro político, ao não ter conseguido responder energicamente contra os ataques dos estados cristãos e aos propor medidas defensivas que não agradaram a Subh. Pelo contrário, Almançor advogou que se devia responder militarmente e obteve o comando das tropas da capital para levar a cabo uma campanha punitiva, a qual se iniciou em fevereiro de 977. O êxito desta campanha marcou o início do declínio do poder de Almuxafi. Apesar das anteriores inimizades, este empenhou-se em ganhar a simpatia do poderoso general e alcaide fronteiriço Galibe, cumulando-o de honras e nomeando-o vizir, além de o manter no comando dos exércitos fronteiriços.
Entretanto, não tardou que Galibe se aliasse com Almançor contra o hájibe, durante a segunda campanha militar de 977 e Almançor passou a ser governador da capital, em substituição de um dos filhos de Almuxafi. Para reforçar a sua posição, Almuxafi pediu a mão duma filha de Galibe, Asma, para um dos seus filhos, tentando com isso forjar uma aliança com o general contra Almançor. O pedido começou por ser aceite, mas pressões da corte instigadas por Almançor levaram a que o compromisso matrimonial fosse rompido e foi Almançor quem casou com Asma.
Este revés e o novos êxitos militares de Galibe e de Almançor levaram a que, a pedido de Subh, aquele fosse nomeado como segundo hájibe, uma situação inaudita, pois nunca tinha havido dois hájibes simultaneamente. Esta nomeação implicou que, na prática, o afastamento do poder de Almuxafi, pos apesar de oficialmente ainda ter o título de hájibe, na realidade as funções desse cargo passaram a ser desempenhadas pelos seus dois adversários. No final de 977 ou em março de 978, Almuxafi caiu definitivamente em desgraça, tendo sido destituído e substituído por Almançor no cargo de segundo hájibe.

## Últimos anos
Na sequência da destituição, os familiares de Almuxafi perderam também os cargos que detinham. O antigo hájibe esteve preso várias vezes e sofreu constantes humilhações por parte de Galibe e de Almançor, que o obrigaram a viver em condições miseráveis e a acompanhá-los em algumas expedições militares. Depois de em várias ocasiões em vão ter pedido perdão, acabou por morrer em 983, possivelmente evenenado por ordem de Almançor.